# Iron Eyes Cody
Espera Oscar de Corti, noto come Iron Eyes Cody (Kaplan, 3 aprile 1904 – Los Angeles, 4 gennaio 1999), è stato un attore statunitense.

## Biografia
Nato in Louisiana, era il secondo figlio degli immigrati siciliani Antonio De Corti e Francesca Salpietra. Aveva due fratelli, Joseph e Frank e una sorella di nome Victoria. I genitori possedevano una drogheria. Il padre abbandonò la famiglia e si trasferì in Texas dove assunse il nome Tony Corti e dove morì nel 1924. La madre si risposò con Alton Abshire da cui ebbe altri cinque figli. Una volta maggiorenni, assunsero il nuovo cognome del padre e una volta giunti in California lo cambiarono di nuovo in Cody. Joseph e Frank lavorarono come il fratello nel cinema, ma in ruoli minori, per poi lasciare la carriera cinematografica. Frank in seguitò venne ucciso nel 1949 da un pirata della strada. Ha quasi sempre interpretato ruoli di personaggi nativi americani o indiani nei film di Hollywood. La sua carriera si è protratta dagli anni '20 al 1990.

## Filmografia parziale

### Cinema
- Ragazza selvaggia (Wild Girl), regia di Raoul Walsh - non accreditato (1932)
- The Miracle Rider, regia di B. Reeves Eason e Armand Schaefer - non accreditato (1935)
- The Riders of the Whistling Skull, regia di Mack V. Wright (1937)
- Pioneers of the West, regia di Lester Orlebeck (1940)
- Arizona, regia di Wesley Ruggles (1940)
- Young Bill Hickok, regia di Joseph Kane (1940)
- Colorado, regia di Joseph Kane (1940)
- Young Buffalo Bill, regia di Joseph Kane (1940)
- In Old Cheyenne, regia di Joseph Kane (1941)
- Saddlemates, regia di Lester Orlebeck (1941)
- La valle degli uomini rossi (Valley of the Sun), regia di George Marshall (1942)
- Under Nevada Skies, regia di Frank McDonald (1946)
- Daniele fra i pellirosse (The Dude Goes West), regia di Kurt Neumann (1948)
- Sabbia (Sand), regia di Louis King (1949)
- North of the Great Divide, regia di William Witney (1950)
- L'amante indiana (Broken Arrow), regia di Delmer Daves (1950)
- La montagna dei sette falchi (Red Mountain), regia di William Dieterle (1951)
- Night Raiders, regia di Howard Bretherton (1952)
- Il figlio di viso pallido (Son of Paleface), regia di Frank Tashlin (1952)
- Gianni e Pinotto al Polo Nord (Lost in Alaska), regia di Jean Yarbrough (1952)
- Il giuramento dei Sioux (The Savage), regia di George Marshall (1952)
- La freccia nella polvere (Arrow in the Dust), regia di Lesley Selander (1954)
- La strage del 7º Cavalleggeri (Sitting Bull), regia di Sidney Salkow (1954)
- La vergine della valle (White Feather), regia di Robert D. Webb (1955)
- La cavalcata della vendetta (Ride Out for Revenge), regia di Bernard Girard (1957)
- Il sentiero della vendetta (Gun Fever), regia di Mark Stevens (1958)
- Arriva Jesse James (Alias Jesse James), regia di Norman Z. McLeod (1959)
- L'impero dell'odio (Black Gold), regia di Leslie H. Martinson (1963)
- Il massacro dei Sioux (The Great Sioux Massacre), regia di Sidney Salkow (1965)
- Nevada Smith, regia di Henry Hathaway (1966)
- El Condor, regia di John Guillermin (1970)
- Un uomo chiamato Cavallo (A Man Called Horse), regia di Elliot Silverstein (1970)
- Aquila grigia il grande capo dei Cheyenne (Greyeagle), regia di Charles B. Pierce (1977)
- Ernesto - Guai in campeggio (Ernest Goes to Camp), regia di John R. Cherry III (1987)
- I visitatori del sabato sera (The Spirit of '76), regia di Lucas Reiner (1990)

### Televisione
- Il sergente Preston (Sergeant Preston of the Yukon) – serie TV, episodi 1x03-1x23 (1955-1956)
- Sugarfoot – serie TV, episodio 1x20 (1958)
- The Restless Gun – serie TV, episodio 1x23 (1958)
- Maverick – serie TV, episodio 2x16 (1959)
- L'uomo ombra (The Thin Man) – serie TV, episodio 2x33 (1959)
- Gli uomini della prateria (Rawhide) – serie TV, episodi 2x05-2x16-6x14 (1959-1964)
- Outlaws – serie TV, episodio 2x23 (1962)
- Il virginiano (The Virginian) – serie TV, episodio 2x23 (1964)
- Branded – serie TV, episodio 1x13 (1965)
- Hondo – serie TV, episodi 1x03-1x05 (1967)
- Bonanza – serie TV, episodi 9x18-12x23 (1968-1971)